# Xanthia bathi
Xanthia bathi là một loài bướm đêm trong họ Noctuidae.